# 贪官许良安遗臭碑
贪官许良安遗臭碑是一处位于中国云南省昆明市石林彝族自治县的文物保护单位，是一块用于记载曾任路南县（石林县的旧称）县长许良安罪行的石碑，是中国第一块“贪官遗臭碑”。该碑现存于石林县文化馆，于2018年12月被公布为第八批云南省文物保护单位。

## 历史背景
许良安是国民党军统特务，1943年4月，他上任云南省路南县县长。上任后，他大肆搜刮钱财，并打击当时的进步力量。如在1943年，当地遭遇了一次百年一遇的大旱，当地村民加高水坝以多蓄水，但遭到许良安的反对和无理命令，激起当地村民的不满和反抗。许良安命令跟班警察抓走带头抗议的8个村民，让村民们凑保释金。许良安到任不到半年便搜刮国币150万元，相当于当时路南县财政收入的一半多。他还抓捕了路南中学的两名进步教师，并指使警察殴打在县衙抗议的师生。许良安的暴行令当地民众感到愤怒，人们夺取警察的武器，闯入县衙。许良安从狗洞逃走，从此销声匿迹。为平息民怨，云南省政府做出决定，对许良安撤职查办。闻一多评价说：
|  | （这是）值得赞扬的不朽业绩，大长了群众志气，大灭了反动贪官威风，为路南这一名胜之区增了光。 |

贪官离任，民愤难平。当地人民要求以立碑的形式，记录许良安任内的罪行。为纪念群众反抗的行为，并让后人引以为戒，1944年1月10日，当地立起“贪官许良安遗臭碑”。该碑成为中国第一块“贪官遗臭碑”，即中国第一块用于记录贪官罪行的碑。当地人俗称其“臭碑”。该碑于1986年6月被列为路南县文物保护单位。2003年5月，该碑成为昆明市文物保护单位。2019年2月21日，公布为第八批云南省文物保护单位，属“近现代重要史迹及代表性建筑”。

## 文物情况
该碑位于石林县文化馆武庙息养亭内，高1.71米，宽0.63米，厚0.11米，呈长方形、石灰石材质，保存完好。正面中央有阴刻楷书“路南县贪官许良安遗臭碑”，周围直书有记有相关内容的小字（遗臭碑简记），落款“中华民国三十三年一月十日路南县各机关暨全体民众立”。旁边还配有一副上下联各75字的对联：
耳闻群怨，载道足乱手忙，已觉置身无所易服，以行冥冥，如脱网之獐，三只脚本领非凡，不畏长途之苦，倘曹孟德能遇此人，则潼关一役何庸割鬚弃袍，方其下车伊始，耀武扬威，县长俨同省长；
目睹众怒，形色心惊胆战，不免负隅窥视饱囊，落荒累累，如丧家之狗，两条腿功夫出众，堪称斯世之冠，使孟尝君得逢彼辈，便函谷三更焉用鸡鸣狗盗，及至出城遁走，销声藏迹，大人竞是小人。
在这块“臭碑”右侧的凉亭内，立有一块“路南州正堂陈公去思碑”，俗称“香碑”，是清光绪年间为纪念廉官路南知州陈先溶而建。
贪官许良安遗臭碑是路南民众爱国民主革命运动胜利的标志。除了其历史价值外，作为一块记载贪官罪行的石碑，它具有重要的现实意义，要求日后的官员避免重蹈许良安之覆辙，反腐倡廉、勤政爱民。现在，当地以遗臭碑为基础，将其周围的武庙建设成“廉政文化暨警示教育园地”，要求每届领导班子上任时，到碑前给自己敲响警钟。2007年9月20日，其样品和“香碑”的复制品一起，陈列于昆明市博物馆内举办的“昆明市党风廉政教育展览”，立在展览出口处。